# 明智抄
明智 抄（あけち しょう、1960年2月8日 - 2020年8月4日）は、日本の女性漫画家、小説家。

## 来歴
広島県出身。1980年、『花とゆめ』（白泉社）に掲載の「あざやか緑の物語」で漫画家としてデビュー。主に『別冊花とゆめ』（白泉社）『コミックアイズ』（ホーム社、集英社）などで活躍。1998年には、大原まり子らとの共著によるアンソロジー『ハンサムウーマン』（ビレッジセンター出版局）に書き下ろした「松茸狩りでオトナになる」で小説家としてもデビューした。

## 代表作
『始末人』シリーズ、『死神の惑星』とそれに繋がる一連の作品群、等。

## 略歴
- 1980年 - 「あざやか緑の物語」により漫画家としてデビュー。
- 1998年 - 「松茸狩りでオトナになる」により小説家としてデビュー。
- 2000年 - 数学者で広島大学大学院教授の 松本眞と結婚[2]。
- 2002年 - 『死神の惑星』が第33回星雲賞コミック部門候補作となる[3]。
- 2020年 - 8月2日に納屋で心肺停止状態で倒れていたところを発見され、救急搬送された。8月4日に入院先で逝去。60歳没。葬儀は、8月5日に家族のみにて執り行われた[4]。9月18日、白泉社の公式サイトで死去していたことを明らかにした[5][6]。

## 著書リスト

### 漫画著書
- 始末人シリーズ（白泉社花とゆめコミックス）

1. 明郎健全始末人  1986年 ISBN 9784592117797
2. 鳥類悲願始末人  1987年 ISBN 9784592115809
3. 白花繚乱始末人  1988年 ISBN 9784592115892
4. 暗中捜索始末人  1989年 ISBN 9784592118787
5. 勧善掌握始末人  1991年 ISBN 9784592125594

- 女の十字架 （花とゆめコミックス） 1990年 ISBN 9784592125075
- 図説オカルト恋愛辞典 （花とゆめコミックス） 1993年 ISBN 9784592126386

- 同世界観に連なるSF連作

- サンプル・キティ（花とゆめコミックス）

1. 1994年 ISBN 9784592122746
2. 1995年 ISBN 9784592122753
3. 1995年 ISBN 9784592122760
4. 1996年 ISBN 9784592122777

- 砂漠に吹く風
  - 砂漠に吹く風（花とゆめコミックス） 1996年 ISBN 9784592113355
  - 砂漠に吹く風（エンターブレインBEAM COMIX） - 上記に単行本未収録作品及び描き下ろしを加えた完全版

  1. 2003年 ISBN 9784757713505
  2. 2003年 ISBN 9784757713512

- 死神の惑星（ホーム社アイズコミックス／集英社）  - 未完

1. 1998年 ISBN 9784834261035
2. 2000年 ISBN 9784834261325
3. 2001年 ISBN 9784834261547

- 毎日のセレモニー （白泉社レディースコミックス） 1994年 ISBN 9784592150114
- キャプテン・コズミック （徳間書店アニメージュコミックス） 1994年 ISBN 9784197700226
- パンドラ （朝日ソノラマ ハロウィン少女コミック館） 1995年 ISBN 9784257985587
- 野ばらの国 （ぶんか社コミックス ホラーMシリーズ） 1999年 ISBN 9784821197811
- 一町八反日記（ぶんか社コミックス ホラーMシリーズ） 2016年 - 電子書籍のみ

文庫
- 始末人シリーズ（朝日ソノラマソノラマコミック文庫）

1. 明朗健全始末人 2005年 ISBN 9784257722861
2. 鳥類悲願始末人 2005年 ISBN 9784257722908
3. 白花繚乱始末人 2005年 ISBN 9784257722953
4. 暗中捜索始末人 2005年 ISBN 9784257723004
5. 勧善掌悪始末人 2005年 ISBN 9784257723066 - 単行本未収録作品を含む

- サンプル・キティ（ソノラマコミック文庫）

1. 2005年 ISBN 9784257723219
2. 2005年 ISBN 9784257723257
3. 2006年 ISBN 9784257723257
4. 2006年 ISBN 9784257723370

- 少女忍法帖 （ぶんか社ホラーMコミック文庫） 2006年 ISBN 9784821182565

- 砂漠に吹く風（ソノラマコミック文庫）

1. 2006年 ISBN 9784257723448
2. 2006年 ISBN 9784257723462

- 死神の惑星（ソノラマコミック文庫）

1. 2006年 ISBN 9784257723530
2. 2006年 ISBN 9784257723608
3. 2006年 ISBN 9784257723660

- 「筒井漫画瀆本ふたたび」に所収「幸福ですか?」（原作：筒井康隆、実業之日本社、ISBN 978-4408612720） 2010年

- 明智抄名作選（復刊ドットコム）

1. 毎日のセレモニー 2013年 ISBN 978-4835450223 - 単行本未収録作品を含む
2. パンドラ 完全版（前編） 2014年 ISBN 978-4835450230
3. パンドラ 完全版（後編） 2014年 ISBN 978-4835450247 - 書下ろし最終話を含む

自費出版
- 明智抄単行本未収録作品集（明智抄公認ファンクラブ明智事務所）

1. 2000年  砂漠に吹く風
2. 2001年  純情火炎始末人他4本
3. 2001年  順風満願始末人他4本
4. 2002年 よろしかったらスキャンダル
5. 2002年 鍋島専科他3本

### 小説作品
- 「ハンサムウーマン」に所収「松茸狩りでオトナになる」（ビレッジセンター出版局） 1998年 - ISBN 9784894361140
- 「カサブランカ革命 百合小説の誘惑」に所収「完璧な十一月」（イースト・プレス） 1998年 - ISBN 9784872571530
- 「彗星パニック SFバカ本」に所収「笑う『私』、壊れる私」（廣済堂出版） 2000年 - ISBN 9784331607992
- 「蜜の眠り」に所収「ハンサムウーマン」（廣済堂出版アテール文庫） 2000年 - ISBN 9784331608166 ／ （光文社文庫） 2001年 - ISBN 9784334732233